# Sula brandi
Sula brandi är en utdöd fågel i familjen sulor inom ordningen sulfåglar. Den beskrevs 2016 utifrån fossila lämningar från miocen funna i Peru.